# خواب گران (فیلم ۱۹۴۶)
خواب ابدی، خواب بزرگ یا خواب گران (به انگلیسی: The Big Sleep) یک فیلم نوآر جنایی به کارگردانی هاوارد هاکس است که در سال ۱۹۴۶ به نمایش درآمد.
این فیلم بر پایهٔ رمانی به همین نام اثرِ ریموند چندلر ساخته شده‌است. در سال ۱۹۹۷، کتابخانه کنگره این فیلم را «به لحاظِ فرهنگی، تاریخی و زیبایی‌شناختی پُر اهمیت» قلمداد کرد و آن را به فهرست ملی ثبت فیلم افزود.
یکی از دلایل شهرت این فیلم، موضوع بغرنج و پیچیدهٔ داستان آن است. در هنگام فیلمبرداری، نه کارگردان و نه فیلمنامه‌نویس، هیچ‌یک نمی‌دانستند که آیا «اوون تیلور» رانندهٔ شخصی «ویویَن» (با بازی لورن باکال) "خودکشی کرده" یا "به قتل رسیده" است؛ به نحوی که به نویسندهٔ رمان یعنی ریموند چندلر تلگراف زدند تا از او بپرسند که ماجرا چیست. چندلر بعدها در نامه‌ای به یکی از دوستانش نوشت: "اونا تلگراف زدن… تا از من بپرس، اما لعنت بر شیطون، خودِ من هم نمی دونستم!"
جالب آنکه ریموند چندلر پی به این برد که بازیِ مارتا ویکرز (در نقش کارمن) آن چنان چشمگیر است که در صحنهٔ دوتایی او با لورن باکال (در نقش ویویَن، شخصیت اصلی زن فیلم)، بازیِ باکال را تحت‌الشعاعِ خود قرار داده و در نتیجه، تهیه‌کنندگان فیلم مجبور شدند بخش بزرگی از بازیِ ویکرز را حذف کنند تا شخصیت ویویَن اهمیت و جلوهٔ خود را از دست ندهد.

## داستان فیلم

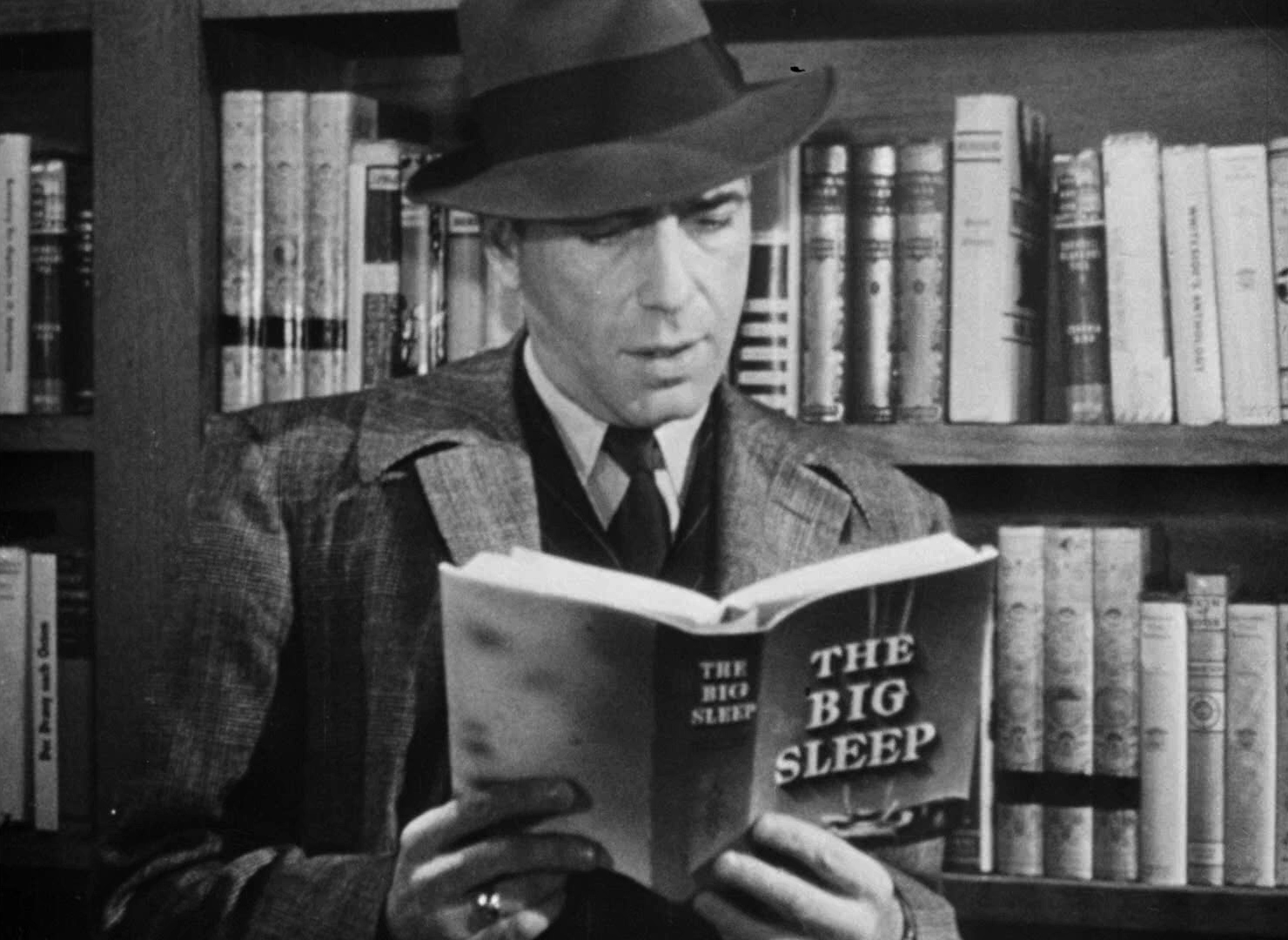
بازیگر فیلم هامفری بوگارت

کارآگاه خصوصی فیلیپ مارلو (هامفری بوگارت) به عمارت ژنرال استرن وود احضار شده‌است. ژنرال می‌خواهد بدهکاری‌های قمار را که دخترش کارمن (مارتا ویکرز) به گایگر؛ صاحب کتابفروشی آرتور بدهکار است حل و فصل کند. زمانی که مارلو قصد خارج شدن از خانه ژنرال را دارد، دختر بزرگتر و مطلقه استرن وود، ویویان راتلج (لورن باکال) با او ملاقات می‌کند. او معتقد است که انگیزه واقعی پدرش برای استخدام یک کارآگاه پیدا کردن محافظ سابقش «شان ریگان» است که یک ماه قبل به طرز مشکوکی ناپدید شده‌است.
مارلو به فروشگاه گایگر، که توسط «اگنس» مراقبت می‌شود می‌رود و سپس با تعقیب کردن گایگر، خانه اش را پیدا می‌کند. هنگامی که مارلو از داخل اتومبیلش خانه گایگر را زیرنظر دارد، با شنیدن صدای گلوله و جیغ یک زن، وارد خانه می‌شود و جسد گایگر و کارمن را در حالی که مواد مخدر مصرف کرده‌است در مقابل یک دوربین مخفی که فیلم آن برداشته شده پیدا می‌کند. مارلو کارمن را به خانه ژنرال می‌رساند و به خانه گایگر بازمی‌گردد ولی جسد وی را پیدا نمی‌کند.
صبح روز بعد ویوین با عکس‌های رسوائی کارمن به دفتر مارلو می‌آید و می‌گوید که با تقاضای حق‌السکوت برای دریافت نگاتیوها مواجه شده‌است. مارلو به کتابفروشی گایگر بازمی‌گردد و خودرویی را تعقیب می‌کند که او را به آپارتمان جو برودی (یک قمارباز که قبلاً از ژنرال استرن وود حق‌السکوت دریافت می‌نمود) می‌رساند. او سپس کارمن را در خانه گایگر پیدا می‌کند، او اصرار دارد که برودی گایگر را کشته‌است. در این لحظه مالک خانه، ادی مارس که یک گانگستر تازه به دوران رسیده‌است وارد خانه می‌شود. (گایگر خانه را از ادی مارس اجاره کرده بود)
مارلو به آپارتمان برودی می‌رود، جایی که اگنس و ویویان را نیز آنجا می‌بیند. سپس کارمن که عکس‌هایش را می‌خواهند با تحدید اسلحه وارد آپارتمان برودی می‌شود. مارلو او را خلع سلاح می‌کند و ویویان و کارمن را به خانه می‌فرستد. برودی اذعان می‌کند که باج خواهی زیر سر اوست. در این هنگام راننده سابق گایگر که گمان می‌کند برادی گایگر را به قتل رسانده، برادی را مقابل درب به ضرب گلوله کشته و متواری می‌شود. مارلو با تعقیب قاتل او را دستگیر و تحویل پلیس می‌دهد.
مارلو به قمارخانه ادی مارس می‌رود و ضمن مشاهده ویویان در آنجا، شایعه فرار ریگان با همسر ادی را می‌شنود. ادی به مارلو می‌گوید که ویویان در حال بازی کردن برای تسویه بدهی‌های قمار است. ویویان یک دست بزرگ را برنده می‌شود و از مارلو می‌خواهد او را به خانه اش ببرد. یکی از افراد ادی تلاش می‌کند تا پولهای ویویان را سرقت کند، اما مارلو او را خلع سلاح می‌کند. این سرقت صوری است و برای این ترتیب داده شده تا مارلو فکر کند بین ادی و ویویان ارتباطی نیست. مارلو همکاری ویوین و ادی را آشکار می‌کند، اما ویویان به هیچ چیز اعتراف نمی‌کند.
مارلو به خانه اش بازمی‌گردد. کارمن در خانه مارلو منتظر اوست. کارمن می‌گوید که ریگان را دوست ندارد و می‌گوید که ادی، اغلب تلفنی با ویویان صحبت می‌کند. سپس تلاش می‌کند که مارلو را اغوا کند ولی مارلو او را از آپارتمان خود بیرون می‌کند. روز بعد ویویان با مارلو تماس می‌گیرد و می‌گوید ریگان در مکزیک است و او می‌تواند تحقیقات را متوقف کند.
افراد ادی نیز، مارلو را در خیابان مورد ضرب و شتم قرار می‌دهند تا مانع ادامه تحقیق او شوند. مارلو با کمک هری جونز، (همکار برودی که می‌خواهد با اگنس ازدواج کند) به دفتر کارش می‌رود. جونز یک پیشنهاد به مارلو می‌دهد تا محل اختفای همسر ادی را در ازای دویست دلار به او بگوید. وقتی مارلو برای دیدن جونز می‌رود کانینو (یکی از افراد ادی) را در آنجا می‌بیند که برای یافتن اگنس، جونز را تحت فشار و تهدید قرار داده‌است. پس از افشای موقعیت اکنس (که بعداً معلوم می‌شود اشتباه بوده) کانینو جونز را به قتل می‌رساند.
آگنس با مارلو ملاقات می‌کند و به او می‌گوید که مونا (همسر ادی) را پشت یک تعمیرگاه متروکه خودرو در نزدیکی شهر «ریالیتو» دیده‌است. وقتی مارلو به آنجا می‌رسد، توسط کانینو مورد حمله قرارگرفته و بیهوش می‌شود. وقتی مارلو به هوش می‌آید در خانه کنار تعمیرگاه طناب پیچ شده‌است. مونا و ویویان هم آنجا هستند. ویویان مارلو را آزاد می‌کند. مارلو با کمک ویویان کانینو را می‌کشد و با هم به خانه ادی می‌روند. مارلو با ادی تماس می‌گیرد و او را به ملاقات دعوت می‌کند.
ادی چهار نفر از افرادش را بیرون خانه به کمین گذاشته و خود وارد خانه می‌شود. مارلو داستان را مرور می‌کند و مشخص می‌شود که کارمن به نوعی بیماری جنون آنی مبتلاست و در هنگام عصبانیت از حال خود خارج می‌شود و پس از آن چیزی به یاد نمی‌آورد. ادی که از این موضوع آگاه است ریگان را کشته و قتل را به گردن کارمن انداخته و از ویویان اخاذی می‌کرده‌است. مارلو ادی را مجبور می‌کند از خانه خارج شود. ادی به اجبار از خانه خارج می‌شود و افرادش به اشتباه او را به رگبار می‌بندند. مارلو با پلیس تماس می‌گیرد و ویوین را متقاعد می‌کند که خواهرش نیاز به مراقبت روانی دارد.

## بازیگران
- هامفری بوگارت
- لورن باکال
- دوروتی مالون
- مارتا ویکرز
- رجیس تومی
- باب استیل
- لوئیس جین هیت
- الیشا کوک جونیور
- جی ایتن
- امت ووگان